# Glossogobius aureus
Glossogobius aureus és una espècie de peix de la família dels gòbids i de l'ordre dels perciformes.

## Morfologia
Els mascles poden assolir els 25 cm de longitud total.

## Distribució geogràfica
Es troba a Sud-àfrica, a les conques dels rius Mekong i Chao Phraya i des del Japó fins a Austràlia.